# Месен
Месен (нидерл. Mesen, фр. Messines, пикард. Messène) — городской муниципалитет в провинции Западная Фландрия, Бельгия. Состоит из двух эксклавов (более крупный и населённый из них — восточный). Площ 3,58 км². Месен — самый маленький город страны по численности населения (997 чел., 2008 г., оценка). После 1963 г. единственный официальный язык Месена — нидерландский, однако местные франкофоны всё же получили здесь языковые льготы благодаря близости крупного франкоязычного валлонского эксклава Комин-Варнетон.

## История

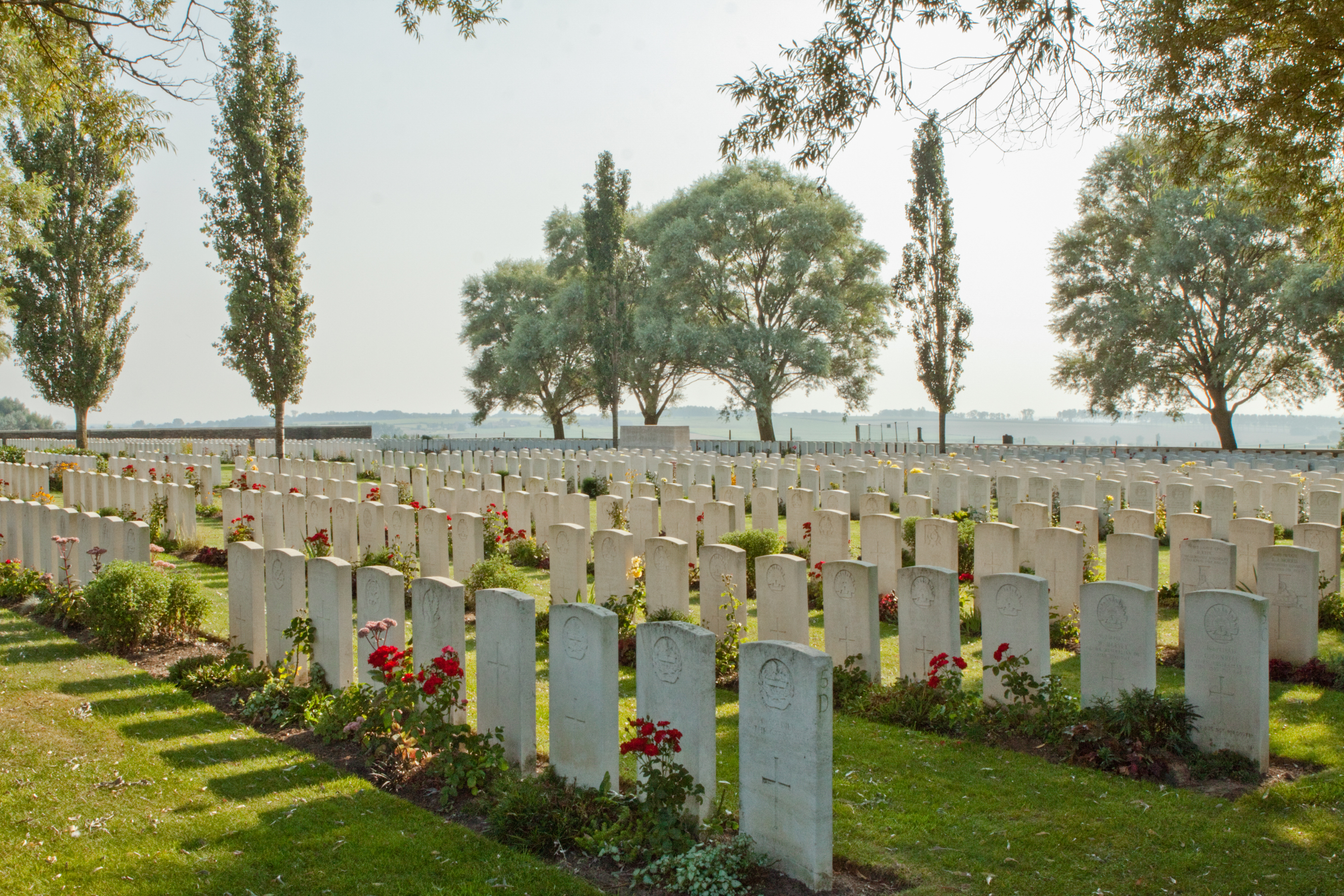
Британское (новозеландское) мемориальное кладбище на окраине Месена

Месен стал ареной нескольких битв французских и германских войск в Первой мировой войне. Впервые бои прошли здесь во время Бега к морю в октябре 1914 года.
Мессинская операция 1917 года была отмечена широким применением минных подкопов. Воронки от прогремевших тогда взрывов сохранились даже спустя более ста лет, образовав цепочку небольших озёр в 2 км к западу от городка. Один из тех взрывов образовал кратер диаметром 116 метров и глубиной 45 метров. При этом взрыве погибло около 10 000 немецких солдат, и он стал одним из сильнейших неядерных взрывов в истории, его слышали в Лондоне и Дублине.
В апреле 1918 года бои в Месене были частью битвы на Лисе, в ходе которой войска Германии одержали победу, но были остановлены и не смогли прорвать боевые порядки Союзников.
К западу от Месена находится военное мемориальное кладбище, на котором похоронены 827 солдат и офицеров Новозеландских экспедиционных сил, погибших в 1917—1918 годах. Месен является побратимом новозеландского города Фетерстон и участвует в отмечании Дня АНЗАК.